# Universidad de Curazao
La Universidad de Curazao (en neerlandés: Universiteit van Curaçao, en papiamento: Universidat di Korsou o más formalmente Universidad de Curazao Dr. Moisés Frumencio da Costa Gómez) es la universidad estatal de Curazao. Se trata de una universidad pública, donde se gradúan aproximadamente cien estudiantes por año. La Universidad de Curazao ha existido en su forma actual desde 1973. Su historia, sin embargo, se remonta a 1970, año en que se creó la Facultad de Derecho de las Antillas Neerlandesas.
En 2011, la Universidad de las Antillas Neerlandesas pasó a llamarse Universidad de Curazao debido a la disolución de las Antillas neerlandesas y la autonomía de Curazao que se estableció en 2010.